# HMS Pioneer (R76)
«Пайонір» (англ. HMS Pioneer (R76)) — британський легкий авіаносець часів Другої світової війни типу «Колоссус». Дев'ятий корабель з такою назвою у складі ВМС Великої Британії.

## Історія створення
Авіаносець «Пайонір» був закладений 2 грудня 1942 року на верфі Vickers-Armstrongs під назвою «HMS Ethalion», пізніше перейменований на HMS «Mars». 
Спущений на воду 20 травня 1944 року. У липні 1944 року вирішено добудувати корабель як допоміжний авіаносець для ремонту літаків, тоді ж його перейменовано на «HMS Pioneer». Корабель вступив у стрій 5 січня 1945 року.

## Історія служби
Після вступу у стрій корабель вирушив в Австралію, куди прибув навесні 1945 року. Проте вже у лютому 1946 року він повернувся до Англії, де був виведений в резерв, оскільки його експлуатація була недоцільна. 
Пропозицію перебудувати авіаносець у пасажирський лайнер відхилили, і у 1954 році авіаносець продали на злам.